# Jazeera Airways
Jazeera Airways (en árabe: طيران الجزيرة‎) es una aerolínea de bajo coste con base en Kuwait. Opera vuelos regulares a Oriente Medio. Su base de operaciones principal es el Aeropuerto Internacional de Kuwait. La aerolínea ha crecido desde su fundación hasta convertirse en la segunda aerolínea más grande de Kuwait así como ha popularizado los vuelos de bajo coste en Oriente Medio.
Jazeera Airways anunció en julio de 2009 que uno de cada cuatro despegues desde el Aeropuerto Internacional de Kuwait estaba efectuado por un avión de Jazeera Airways y que uno de cada cuatro pasajeros en Kuwait habían elegido a Jazeera Airways como su aerolínea favorita, llevándola a ser la mayor operadora en el aeropuerto.
De acuerdo con las estadísticas de julio de 2009 de la Dirección General de Aviación Civil de Kuwait, Jazeera Airways tenía el mayor número de operaciones en este mes con 1.834 despegues y aterrizajes, superando a su competidora en un 4% de operaciones.

## Historia
En 2004 el gobierno de Kuwait permitió la fundación de una aerolínea no estatal, acabando así con cincuenta años de monopolio de Kuwait Airways. El Decreto Emiratal 89 de 2004 recogió la fundación de Jazeera Airways como primera aerolínea en formar parte del recién estrenado mercado liberal. 
Jazeera Airways posee un capital próximo a los 35 millones de dólares.
El capital fue doblado hasta los setenta millones de dólar en el cuarto trimestre de 2007 a través de una segunda venta de acciones. En mayo de 2009, una distribución del 10% de acciones incrementó el capital hasta los 77 millones de dólares.
En torno al 41% está en manos de tres compañías afiliadas del Boodai Group: Wings Finance (19%), Boodai Projects (17%) y Abdulaziz and Jasem Trading (5%). El 5-6% está en manos de Jasem M. al-Musa Trading, una compañía propiedad del antiguo ministro de obras públicas del primer gobierno formado tras el final de la invasión iraquí de Kuwait. El resto circula en el mercado.
Jazeera Airways comenzó a operar el 30 de octubre de 2005 con una flota de aviones Airbus A320 nuevos, operando a diversos destinos de Oriente Medio.

## Destinos
Jazeera Airways vuela destinos de Oriente Medio desde su base de Kuwait.

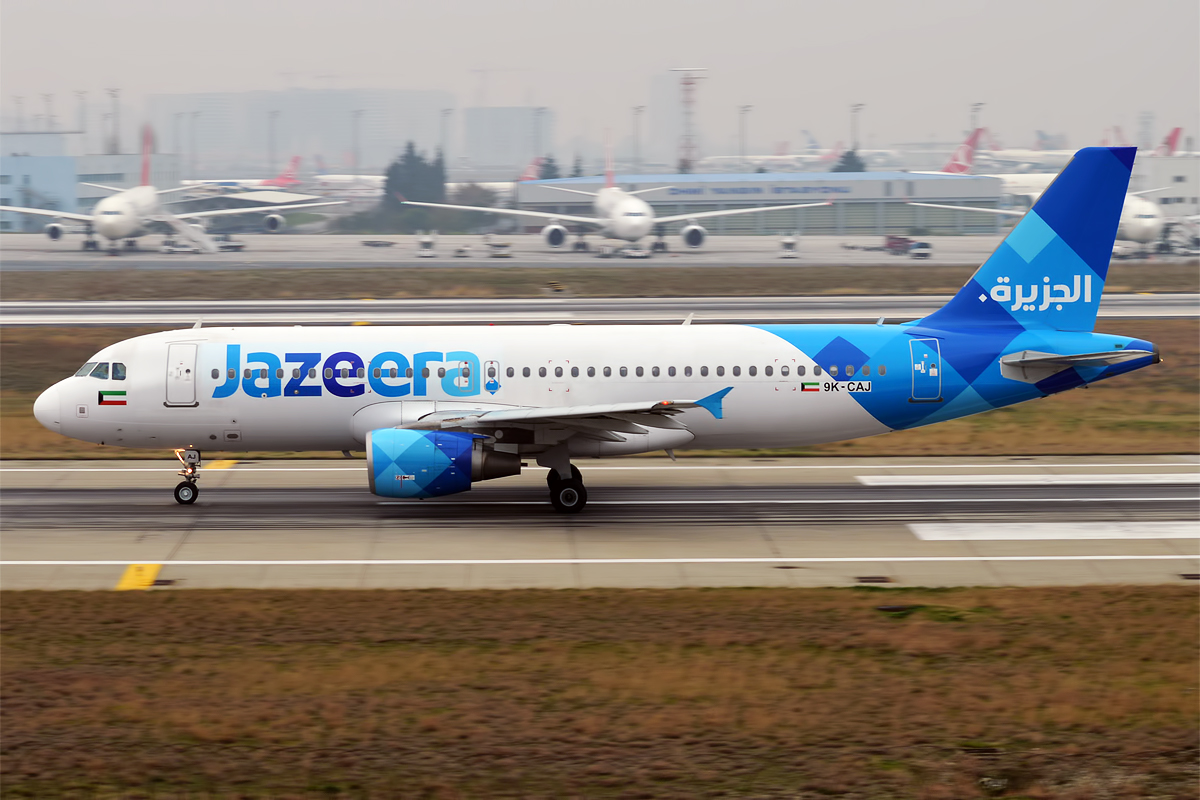
Un avión de Jazeera Airways en el Aeropuerto de Estambul.

## Flota
La flota de Jazeera Airways se compone de las siguientes aeronaves, con una edad media de 7,3 años (en julio de 2023):
La flota de la aerolínea cuenta con motores CFM56-5B nuevos. Todos los aviones de Jazeera Airways están equipados con 165 asientos de cuero, distribuidos en dos cabinas: Jazeera y Jazeera Plus.
Jazeera Airways pidió treinta Airbus A320 el lunes 18 de junio de 2007. Esto fue anunciado en el Festival Aéreo de París aumentando el total de pedidos hasta los 35 Airbus A320.